# 8. Gebirgs-Division (Wehrmacht)
Die 8. Gebirgs-Division war ein Großverband der Gebirgstruppe der Wehrmacht im Zweiten Weltkrieg.

## Geschichte
Die Ursprünge der 8. Gebirgs-Division liegen in der bereits 1939 im Wehrkreis VII (München) zunächst als Div. 157 aufgestellten und später in Div. Nr. 157 umbenannten Division.

## 157. Reserve-Division
Bei der Umgliederung des Ersatzheeres im Herbst 1942 wurde sie nun als 157. Reserve-Division nach Grenoble verlegt und dem LXIV. Reserve-Korps unterstellt.

### Besatzungstruppe in Frankreich
Sie wurde Besatzungstruppe im seit November 1942 besetzten Südfrankreich und war mit der Partisanenbekämpfung beauftragt.

### Unternehmen Frühling
Im April 1944 ist der Verband beim Unternehmen „Frühling“ gegen die so genannten Maquis eingesetzt. Denn in den Gebirgsregionen Südfrankreichs konnten Wehrmacht und Sicherheitsorgane des Vichy-Regimes meist nur noch die Städte kontrollieren.
Im Rahmen so genannter Strafexpeditionen kam es auch immer wieder zu Übergriffen gegen die Zivilbevölkerung.

### Eingliederung ins Feldheer
Am 27. Juli 1944 wurde die Division in das Feldheer überführt. Doch noch im August 1944 stellte die Division die Besatzungstruppen im Raum Annecy – Gap und war mit der Partisanenbekämpfung in den Räumen Besançon, Dijon, Chalon, Lyon, Grenoble und Avignon befasst.

### Operation Dragoon
Nach der alliierten Invasion in Südfrankreich (Operation Dragoon), musste sich die Division in verlustreichen Kämpfen in die Westalpen zurückziehen.

## 157. Gebirgs-Division
Sie wurde im September 1944 der Armee Ligurien unterstellt, in eine Jäger-Division neuer Art umgegliedert und in 157. Gebirgs-Division umbenannt. Im Zuge der Umgliederung waren bei der Division das Gebirgsjäger-Regiment (GJR) 296 und das GJR 297 aufgestellt worden. Im November 1944 wurde das bisher selbständige Hochgebirgsjäger-Bataillon 3 als III. Bataillon in das GJR 296 integriert. Dieses Hochgebirgsjäger-Bataillon war erst Anfang September 1944 aus der Unterstellung unter das XIV. Panzer-Korps, von der Gotenstellung in den Apuanischen Alpen in die Westalpen an die ehemalig italienisch-französische Grenze verlegt worden, um von italienischen und französischen Partisanen besetzte Hochgebirgstäler und -pässe für den Rückzug der Division aus Südfrankreich freizukämpfen und freizuhalten.

### Sicherung der Rückzugsstraßen
Die Aufgabenstellung der Division wurde nun der Schutz der Alpenpässe zwischen der Schweizer Grenze im Norden bis über den Monte Viso hinaus zum Colle della Maddalena bzw. dem Valle Stura im Süden.

### Verlegung in den Raum Bologna
Am 17. Dezember 1944 wurde die Division als Reserve der Heeresgruppe C dem XIV. Panzer-Korps unterstellt und in den ehemaligen Unterbringungsraum der 29. Panzer-Grenadier-Division bei Bologna (Emilia-Romagna) befohlen. Die seitherigen Stellungen der Division in den Westalpen wurden von der 5. Gebirgs-Division besetzt. Das Kriegstagebuch (KTB) des XIV. Panzer-Korps vermeldet für den 21. Dezember 1944: „Erste Teile der 157.Gebirgs-Division treffen kompanieweise, ungeordnet ein. Infolge der Transportschwierigkeiten und angesichts der Luftlage gehen Übersetzbewegungen über den Po nur sehr langsam vonstatten.“ Für eine geordnete, geschlossene Verlegung des Verbandes fehlte der Wehrmacht inzwischen der Transportraum. Tagsüber waren Eisenbahn- und Straßentransporte aufgrund der ständigen Luftangriffe nicht mehr möglich. Zudem fehlte Treibstoff für Motorfahrzeuge, weshalb die Trosse der Division bespannt und damit sehr langsam waren. Hinzu kam die inzwischen häufige Unterbrechung der Verbindungswege im Hinterland durch Bombardierungen und Sabotage. Übergänge über Flüsse, wie z. B. den Po konnten meist nur noch Nachts mit Fähren erfolgen. So traf zwar der Stab der Division schon am 18. Dezember 1944 im Raum Bologna ein, die Einheiten der Division brauchten aber bis um den Jahreswechsel 1944/1945. Das KTB Nr. 7 des XIV. Panzer-Korps verzeichnet ab dem 18. bis zum 31. Dezember 1944 täglich den Zugang meist nur vereinzelter Kompanien.

## 8. Gebirgs-Division
Der Einsatz der 8. Gebirgs-Division erfolgte unter dem Kommando des XIV. Panzerkorps zunächst als Reserve nördlich Bologna.

### Einsatz beim XIV. (14.) Panzer-Korps
Später wurde die Division südlich Bologna zwischen den Flüssen Reno und Savena in die dort verlaufende Hauptkampflinie (HKL) zum Entsatz der 4. Fallschirmjäger-Division eingeschoben. Am 27. Februar 1945 erfolgte die Umbenennung in 8. Gebirgs-Division, ohne dass sich sonst etwas geändert hätte. Der etwa 9 km breite Divisionsabschnitt der (HKL) verlief Anfang April 1945 zu Beginn der alliierten Frühjahrsoffensive südlich der Ortschaften Loiano-Scascoli, Monterumici, Vado. Das Gebirgsartillerie-Regiment 1057 stand beiderseits Sasso Marconi.  Rechter Nachbar im Westen war die 94. Infanterie-Division, linker Nachbar im Osten die 65. Infanterie-Division, beide ebenfalls unter dem Generalkommando des XIV. Panzer-Korps.
Am 14. April 1945 griffen die Alliierten überraschend die 94. Infanterie-Division (ID) auf dem rechten Flügel des XIV. Panzer-Korps an und „warfen diese über den Haufen“, wie der Kommandierende General des XIV. Panzer-Korps, Fridolin von Senger und Etterlin später wörtlich schilderte. „Im Anschluss an die 94. ID wurde die unerprobte 8. Geb.-Div. nach rückwärts mitgerissen und ging mit ihren Trümmern in der Nacht vom 20. auf den 21. April 1945 nördlich auf San Giovanni in Persiceto und Camposanto zurück“.

### Vernichtung
Erheblichen Teilen der Division gelang es nicht mehr, über den Po nach Norden zu flüchten. Die Masse der Division geriet zwischen Finale Emilia und Ostiglia in Gefangenschaft.

### Verbleib von Resten der Division
Nur dem kleinsten Teil gelang es noch, den Po mit einer der letzten Fähren oder schwimmend zu überwinden, unter Zurücklassung aller Fahrzeuge und allen Geräts „nur das nackte Leben rettend“. Die weitere Flucht erfolgte über Verona und östlich des Gardasees nach Norden. Ende April 1945 erreichte der Divisionsstab das Bergdorf Ronchi Valsugana (heute Provinz Trentino), in welchem das ebenfalls geflüchtete Generalkommando des XIV. Panzerkorps unter seinem Kommandierenden General, Generalleutnant Fridolin von Senger und Etterlin noch einmal einen Gefechtsstand hatte einrichten können.

### Kapitulation
Dem Stab der 8. Gebirgsdivision gelang es dort, zusammen mit dem ebenfalls aus dem Raum Bologna geflüchteten Stab der 94. ID, eine Front aus meist fremden, zusammengewürfelten Truppen vom Gardasee bis zum Pasubio einzurichten. Dort gerieten die Reste der Division im Zuge der am 29. April 1945 mit Wirkung zum 2. Mai 1945 14:00 Uhr Ortszeit erfolgten Bedingungslosen Kapitulation der deutschen Truppen in Italien und der mit ihnen verbündeten Truppen der Repubblica Sociale Italiana (RSI), als von den Amerikanern als Disarmed Enemy Forces (DEF) bzw. von den Briten als Surrendered Enemy Personnel (SEP) bezeichnete Gefangene in alliierte so genannte Internierungslager.

## Kriegsverbrechen
Wie fast alle Gebirgsjägereinheiten der Wehrmacht, waren auch die 157. Reservedivision und die 157. Gebirgsdivision zur Bekämpfung von Partisanen eingesetzt (im Sprachgebrauch der Wehrmacht: zur Bandenbekämpfung). Hierbei kam es, insbesondere im Rahmen so genannter Sühnemaßnahmen, zu verbrecherischen Übergriffen auf die Zivilbevölkerung. Das französische Armeeministerium erklärte im Frühjahr 1946 sämtliche Angehörige der 157. Reservedivision wegen der „Bandenkampfmaßnahmen“ vom März 1944 zu Kriegsverbrechern.

## Kommandeure
- Generalleutnant Dipl.-Ing. Paul Schricker – Aufstellung der 157. Gebirgs-Division bis zur Kapitulation

## Gliederung
- Gebirgsjäger-Regiment 296 (I.–III.)[17]
- Gebirgsjäger-Regiment 297 (I.–III.)[17]
- Gebirgs-Artillerie-Regiment 1057 (I.–IV.)[17]
- Panzerjäger-Abteilung 1057[17]
- Gebirgs-Pionier-Bataillon 1057[17]
- Gebirgs-Nachrichten-Abteilung 1057[17]
- Feldersatz-Bataillon 1057[17]
- Gebirgs-Divisions-Nachschubführer 1057[17]

ErsatzgestellungStabGebirgsjäger-Ersatz-Bataillon I./98 in Mittenwald